# .vu
.vu je vrhovna internetska domena (country code top-level domain - ccTLD) za Vanuatu. Domenom upravlja Telecom Vanuatu Limited.

## Vanjske poveznice
- IANA .vu whois informacija  Arhivirana inačica izvorne stranice od 6. listopada 2008. (Wayback Machine)